# Aéroport d'Olonkinbyen
L'aéroport d'Olonkinbyen (code OACI : ENJA), en norvégien Jan Mayensfield, est un aéroport situé à Olonkinbyen, en Norvège, sur l'île Jan Mayen dont c'est le seul aéroport. Il ne comporte qu'une piste non revêtue de 1 583 mètres de longueur.

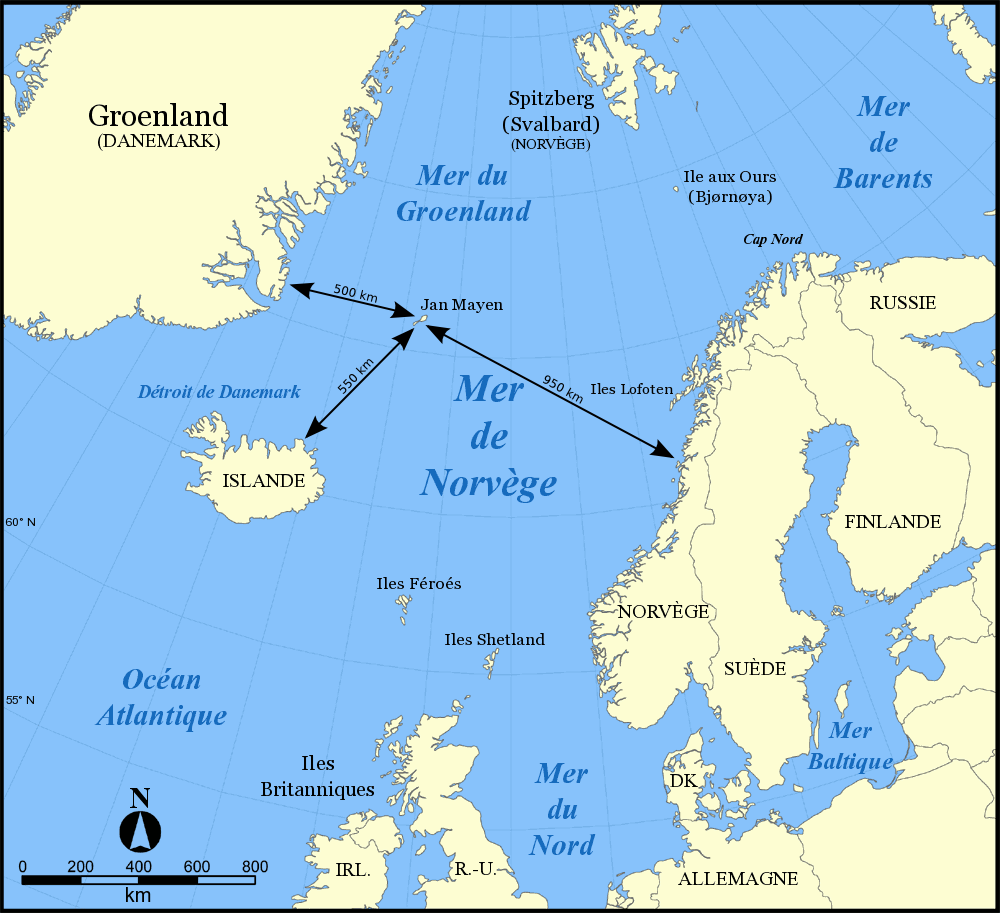
Carte de localisation de l'île Jan Mayen dans l'océan Atlantique Nord

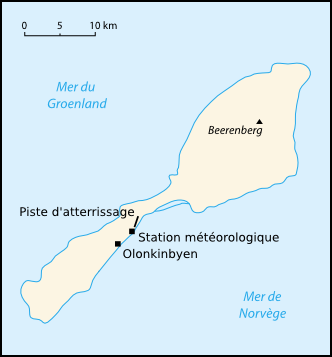
Emplacement de l'aéroport sur l'île